# Ma Liuming
Ma Liuming (* 1969 in Huangshi, Provinz Hubei) ist ein zeitgenössischer chinesischer Maler und ein Pionier auf dem Gebiet von Performance Art. Er wurde durch seine experimentellen Performances bekannt, in denen er die Kraft und Poesie von Nacktheit in der Öffentlichkeit in China erforschte, wo ein solches Verhalten strikt verboten war. So wurde er zum Ziel der staatlichen Zensur und konnte die meiste Zeit seiner Karriere nicht in seinem eigenen Land auftreten.

## Biografie
1981 begann Ma Liuming sein Studium im Fach Ölmalerei bei Tutor Cai Erhe. Er erhielt 1991 sein Diplom (MFA). Zwei Jahre später gründete er das Beijing East Village, eine Künstlerkolonie am Stadtrand von Peking. In den frühen 1990ern entwickelte sich das Dorf in ein Mekka für experimentelle Kunst. Eine von Ma Liumings ersten Performances heißt „Fen-Ma Liuming’s Lunch 1“. Diese Performance entstand in Zusammenarbeit mit Zhang Huan und  Zhu Ming im Jahr 1994. Ma Liuming saß, komplett nackt, an einem Plastikschlauch lutschend, der an seinem Penis befestigt war. 1994 wurde Ma Liuming für zwei Monate für Werke polizeilich festgenommen. Viele Künstler, die sich im Dorf Beijing East Village aufhielten, flohen aus Angst vor weiteren Razzien.
Um seiner androgynen Erscheinung gerecht zu werden, entwickelte Ma Liuming seine persönliche Performance Figur, Fen-Ma Liuming, eine hybride Figur mit weiblichen und männlichen Eigenschaften.
Neben Performances ist die Malerei eine Schlüsselkomponente in Ma Liumings Werk. Seit 2000 arbeitet er an der „Baby series“. Charakteristisch hieran ist die Erscheinung von kindlichen Körpern in Kombination mit seinem Gesicht. Diese surrealistischen Bilder sind verwirrend und witzig zugleich.
Anhand von verschiedenen Medien sowie Performance, Malerei und Fotografie erforscht Ma Liuming die Grenze der Provokation.

## Ausgewählte Einzelausstellungen und Performances
- 2007 Marella Gallery, 798 Factory, Peking, Volksrepublik China
- 2007 Galería Dolores de Sierra, Madrid, Spanien
- 2005 “Ma Liuming: Chosen Images”, Aura Gallery, Shanghai, China
- 2004 “Ten Year’s Review of Ma Liuming’s Works”, Top Space, Tai Kang Life Building, Beijing, China
- 2003 “Any Day”, Performance at Fukuoka Asian Art Museum, Fukuoka, Japan
- 2002 “Photographs and video’s of performances”, Soobin Art Gallery, Singapur
- 2001–1996 Series of performances entitled “(Fen-)Ma Liuming in …”, auf der ganzen Welt
- 1999 Jack Tilton Gallery, New York, USA
- 1998 “Chaos and Birth / Ma Liuming ’98”, Gallery Q, Tokio, Japan
- 1998 P.S.1 Contemporary Art Center, New York, USA
- 1998 “Fen-Ma Liuming Walks the Great Wall”, Performance, Beijing, China
- 1997 “Thirty-six Self Taken Photographs by Ma Liuming II”, Performance, Setagaya Art Museum, Tokio, Japan
- 1997 “Photographs of Performances”, Jack Tilton Gallery, New York, USA
- 1996 “Ma Liuming (paintings)”, Chinese Contemporary Gallery, London, UK
- 1996 “Fish Child”, performance, Beijing, China
- 1995 “Fen-Ma Liuming and the fish”, Performance, Beijing, China
- 1995 “Fen-Ma Liuming’s lunch I & II”, Performances, Beijing East Village, Beijing, China
- 1993 “Dialogue with Gilbert and George”, Performance, Beijing East Village, Beijing, China
- 1993 “Ma Liuming I, Woman’s face and Man’s body”, Performance, Beijing East Village, Beijing, China

## Ausgewählte Gruppenausstellungen
- 2008 “HUBEI! Painters from Hubei Province, China”, Edward Pranger Oriental Art Gallery, Amsterdam, Niederlande
- 2007 “Timerol, Intimacy”, Triennale, Mailand, Italien
- 2007 “Dragon’s Evolution”, New York Chian Square Art Center, New York, USA
- 2006 “Process & Expression”, Star 85 Art Space, Taipei, Taiwan
- 2006 “Unclear and Clearness – Contemporary Chinese Art”, Heyri Art Foundation, Südkorea
- 2004 “Between Past and Future: New Photography and Video from China” (Wanderausstellung)
- 2005 “Mahjong: Contemporary Chinese Art from the Sigg Collection” (Wanderausstellung)
- 2005 Prague Biennale 2, Prag, Tschechische Republik
- 2002 Art Moscow, Moskau, Russland
- 2002 “Chinese Modernity”, Fondation Armando Alvares Penteada, Sao Paulo, Brasilien
- 1999 “Pink for Boys / Blue for Girls”, NGBK, Berlin
- 1998 “Inside Out: New Chinese Art”, P.S.1 Contemporary Art Center, New York, USA
- 1995 “Participation in Zhang Huan’s To Raise an Anonymous Mountain by One Meter”, Miaofengshan Mountain, Beijing, China